# Estadio Arquitecto Antonio Eleuterio Ubilla
Das Estadio Arquitecto Antonio Eleuterio Ubilla ist ein Stadion in der uruguayischen Stadt Melo.
Das je nach Quellenlage 6.000 oder 9.000 Zuschauer fassende Stadion steht im Eigentum der Intendencia Municipal von Cero Largo und dient dem Verein Cerro Largo FC als Heimspielstätte. Die mit Rasenspielfläche und Flutlichtanlage ausgestattete Sportstätte ist seitlich auf Höhe des Mittelkreises mit einer nach Ondino Viera benannten, partiell überdachten Haupttribüne versehen. Im Zuge der Qualifikation des Vereins Cerro Largo FC für die Copa Sudamericana erfolgten Baumaßnahmen. Dabei sollte unter anderem neben der Errichtung der neuen, 25 Meter hohen Beleuchtungsmasten, den Umbauarbeiten an den Umkleidekabinen, der Verbesserung des Pressebereichs und der Neueinsaat des Spielfeldes auch eine Kapazitätsaufstockung vorgenommen werden. Die erste im Stadion ausgetragene internationale Begegnung war die Copa-Sudamericana-Begegnung zwischen Cerro Largo und dem bolivianischen Verein Aurora am 14. August 2012.